# Smilax scobinicaulis
Smilax scobinicaulis là một loài thực vật có hoa trong họ Smilacaceae. Loài này được C.H.Wright miêu tả khoa học đầu tiên năm 1895.